# Seznam chráněných území v okrese Šumperk
Toto je seznam chráněných území v okrese Šumperk aktuální k roku 2014, ve kterém jsou uvedena chráněná území v oblasti okresu Šumperk.
| Kód  | Obrázek                                  | Typ  | Název                             | Rozloha (ha) | Galerie Commons                                                                   | Popis území | Souřadnice                       |
| ---- | ---------------------------------------- | ---- | --------------------------------- | ------------ | --------------------------------------------------------------------------------- | --- | -------------------------------- |
| 3408 |                                          | PR   | Břidličná                         | 651,98       | Kategorie „Břidličná (nature reserve)“ na Wikimedia Commons                       | Kryogenní geomorfologické útvary (skály, kamenné proudy, kamenná moře, polygonální půdy) | 50°1′27″ s. š., 17°11′1″ v. d.   |
| 5844 |                                          | PP   | Hanušovice – kostel               | 0,0409       | Kategorie „Church of Saint Nicholas (Hanušovice)“ na Wikimedia Commons            | Lokalita netopýra velkého | 50°5′34″ s. š., 16°56′50″ v. d.  |
| 5850 |                                          | PP   | Sobotín – domov důchodců          | 0,0477       |                                                                                   | Lokalita vrápence malého | 50°1′8″ s. š., 17°4′24″ v. d.    |
| 2434 |                                          | PR   | Bučina pod Františkovou myslivnou | 25,49        |                                                                                   | Zbytek původního bukového pralesa s javorem na suťovém terénu | 50°3′28″ s. š., 17°11′52″ v. d.  |
| 5643 | Přírodní rezervace Doubrava              | PR   | Doubrava                          | 210,7627     | Kategorie „Doubrava (přírodní rezervace)“ na Wikimedia Commons                    | Soubor přírodě blízkých ekosystémů s výskytem typických i vzácných druhů rostlin a živočichů, reprezentovaný lesními společenstvy 2. a 3. lesního vegetačního stupně (zejména smíšenými lesy označovanými jako hercynské dubohabřiny a okrajově i teplomilnými a kyselými doubravami, suťovými lesy, jasanovými olšinami, tvrdými luhy a jejich vzájemnými přechody) a společenstvy pramenišť, malých vodních toků a drobných skalních výchozů | 49°46′ s. š., 16°58′47″ v. d.    |
| 2496 |                                          | PR   | Františkov                        | 10,50        |                                                                                   | Přestárlý bukový porost | 50°8′38″ s. š., 17°2′55″ v. d.   |
| 1943 | PP Chrastický hadec                      | PP   | Chrastický hadec                  | 2,78         | Kategorie „Chrastický hadec“ na Wikimedia Commons                                 | Ochrana regionálně cenného refugia ohrožených rostlinných společenstev vyvinutých na hadcovém skalním výchozu vytlačeného na zemský povrch jako hlubinná vyvřelina v geologickém zlomu | 50°7′57″ s. š., 16°56′43″ v. d.  |
| 83   | Velká Kotlina a Praděd v CHKO Jeseníky   | CHKO | Jeseníky                          | 74 000       | Kategorie „CHKO Jeseníky“ na Wikimedia Commons                                    | | 50°2′37″ s. š., 17°12′37″ v. d.  |
| 1586 | PR Kačení louka                          | PR   | Kačení louka                      | 13,88        | Kategorie „Kačení louka“ na Wikimedia Commons                                     | Pestrá společenstva vodní hladiny, mokrých luk a olšin | 49°45′1″ s. š., 16°59′47″ v. d.  |
| 1298 | Prudký potok                             | NPR  | Králický Sněžník                  | 1 695        | Kategorie „Králický Sněžník“ na Wikimedia Commons                                 | Ochrana komplexu přirozených a přírodě blízkých ekosystémů vázaných na geologický podklad a reliéf horského masivu Králického Sněžníku | 50°10′39″ s. š., 16°50′4″ v. d.  |
| 6187 |                                          | PP   | Letní stráň                       | 52,0529      |                                                                                   | Komplex druhově bohatých mezofilních a vlhkých travino-bylinných společenstev s výskytem řady chráněných a ohrožených druhů rostlin a živočichů, jako jsou například střevíčník pantoflíček, lilie cibulkonosná, vstavač mužský znamenaný, prstnatec Fuchsův, prstnatec májový a pětiprstka žežulník nebo chřástal polní. | 50°6′37″ s. š., 17°2′59″ v. d.   |
| 5847 |                                          | PP   | Libina – U Černušků               | 0,0458       |                                                                                   | Biotop evropsky významného druhu netopýra brvitého | 49°53′22″ s. š., 17°4′27″ v. d.  |
| 84   | Plané loučky                             | CHKO | Litovelské Pomoraví               | 96 000       | Kategorie „Litovelské Pomoraví“ na Wikimedia Commons                              | | 49°41′53″ s. š., 17°8′30″ v. d.  |
| 1523 |                                          | PR   | Na hadci                          | 56,23        |                                                                                   | Ochrana hadcového území pokrytého smrkovým porostem s hojně vtroušenou jedlí a autochtonním modřínem a dále vzácné květeny vázané na vystupující hadcové skalky | 50°2′43″ s. š., 16°53′12″ v. d.  |
| 2147 |                                          | PR   | Niva Branné                       | 8,96         |                                                                                   | Ochrana zachovalé dynamiky korytotvorných procesů toku, zvláště chráněné druhy rostlin a živočichů vázané na tento typ nivního stanoviště | 50°10′21″ s. š., 17°2′21″ v. d.  |
| 944  |                                          | PP   | Pasák                             | 2,50         |                                                                                   | Největší známé krupníkové těleso v Česku | 50°8′20″ s. š., 17°1′34″ v. d.   |
|      | Pfarrerb                                 | PP   | Pfarrerb                          | 0,2964       | Kategorie „Pfarrerb“ na Wikimedia Commons                                         | Reprezentativní ukázka mineralizace alpského typu s výskytem mineralizovaných struktur a četných druhů minerálů | 50°0′42″ s. š., 17°6′8″ v. d.    |
| 5716 |                                          | PP   | Pod Rudným vrchem                 | 26,8674      |                                                                                   | Populace střevíčníku pantoflíčku | 50°6′49″ s. š., 16°58′57″ v. d.  |
| 1525 |                                          | PR   | Pod Slunečnou strání              | 15,00        |                                                                                   | Přirozené ekosystémy smíšených porostů na suti včetně hnízdišť vzácných druhů ptáků a současně k ochraně genofondu původních druhů rostlin a živočichů | 50°8′15″ s. š., 17°2′11″ v. d.   |
| 1947 |                                          | PR   | Pod Trlinou                       | 52,15        |                                                                                   | Ochrana přírodě blízkých lesních společenstev a fragmentu zachovalé kulturní krajiny luk, pastvin a mezí s výskytem řady chráněných druhů živočichů a rostlin | 49°52′19″ s. š., 16°56′40″ v. d. |
| 5717 |                                          | PP   | Poláchovy stráně – Výří skály     | 20,865       |                                                                                   | Populace střevíčníku pantoflíčku | 50°5′10″ s. š., 16°56′43″ v. d.  |
| 1307 | Petrovy kameny, v pozadí Praděd          | NPR  | Praděd                            | 2 031        | Kategorie „Praděd“ na Wikimedia Commons                                           | Komplex přirozených a přírodě blízkých ekosystémů vázaných na geologický podklad a reliéf nejvyšších pohoří Hrubý Jeseník | 50°4′54″ s. š., 17°13′41″ v. d.  |
| 2129 | Přemyslovské sedlo                       | PR   | Přemyslovské sedlo                | 5,33         |                                                                                   | Ochrana společenstev rašelinných a mokrých luk s vysokou druhovou diverzitou a výskytem zvláště chráněných druhů rostlin. Tato společenstva jsou v dané nadmořské výšce v předmětné části Hrubého Jeseníku zcela ojedinělá. | 50°6′28″ s. š., 17°3′31″ v. d.   |
| 1526 | Výhled z vrcholu, pohled na Přední skály | PR   | Rabštejn                          | 20,84        | Kategorie „Rabštejn (nature reserve)“ na Wikimedia Commons                        | Jednotlivé lesní porosty s přirozenou stavbou dřevin v jedlobukovém vegetačním stupni podhůří Hrubého Jeseníku | 49°56′51″ s. š., 17°9′5″ v. d.   |
| 367  | Podmáčená louka na lokalitě              | NPR  | Rašeliniště Skřítek               | 166,65       | Kategorie „Rašeliniště Skřítek“ na Wikimedia Commons                              | Ochrana vrchovištního rašeliniště prameništního typu s charakteristickými rostlinnými a živočišnými společenstvy | 49°59′33″ s. š., 17°9′39″ v. d.  |
| 2019 | Mraveniště v PP Rodlen                   | PP   | Rodlen                            | 34,74        | Kategorie „Rodlen“ na Wikimedia Commons                                           | Početná populace mravenců druhu Formica polyctena | 49°44′8″ s. š., 16°53′47″ v. d.  |
| 6169 | Slunná stráň z vrcholu Tři kameny        | PP   | Slunná stráň                      | 38,4688      | Kategorie „Slunná stráň“ na Wikimedia Commons                                     | Krajinářsky hodnotný komplex kosených a vypásaných mezofilních ovsíkových luk a vlhkých pcháčových luk s mezemi a kamenicemi, lokalita výskytu chráněných druhů rostlin a živočichů | 50°6′43″ s. š., 17°3′24″ v. d.   |
| 946  |                                          | PP   | Smrčina                           | 1,00         |                                                                                   | Největší krupníkové těleso v ČR | 50°0′58″ s. š., 17°6′39″ v. d.   |
| 432  |                                          | NPR  | Šerák-Keprník                     | 1 174        | Kategorie „Keprník“ na Wikimedia Commons · Kategorie „Šerák“ na Wikimedia Commons | Ochrana geomorfologicky výrazných vrcholových partií Hrubého Jeseníku při horní hranici lesa | 50°10′53″ s. š., 17°6′56″ v. d.  |
| 5657 |                                          | PP   | Štola Mařka                       | 2,11         | Kategorie „Štola Mařka“ na Wikimedia Commons                                      | Biotop letounů, zejména netopýra velkého a netopýra černého | 50°1′37″ s. š., 16°53′50″ v. d.  |
| 1701 |                                          | PP   | Za mlýnem                         | 14,16        |                                                                                   | Soubor mokřadních biotopů od bažinných luk po měkký luh | 49°44′26″ s. š., 16°59′33″ v. d. |
| 947  |                                          | PP   | Zadní Hutisko                     | 0,90         | Kategorie „Zadní Hutisko“ na Wikimedia Commons                                    | Druhé největší krupníkové těleso v ČR | 50°2′49″ s. š., 17°10′19″ v. d.  |
| 5646 |                                          | PP   | Zátrže                            | 93,6632      |                                                                                   | Soubor polopřirozených a přírodě blízkých vodních, mokřadních, lučních, lesních a křovinných ekosystémů a jejich sukcesních stádií, s výskytem typických i vzácných druhů planě rostoucích rostlin a volně žijících živočichů | 49°46′24″ s. š., 16°57′42″ v. d. |
|      |                                          | PřP  | Žádlovice                         |              |                                                                                   | |                                  |
| 5658 |                                          | PP   | Žďár                              | 19,1615      |                                                                                   | Přírodě blízké ekosystémy lesních společenstev (zejména hadcové bory, okrajově bučiny) a společenstev hadcových skalních štěrbin s výskytem sleziníku nepravého | 49°59′27″ s. š., 16°52′ v. d.    |

## Zrušená chráněná území
| Kód  | Obrázek             | Typ | Název               | Rozloha (ha) | Galerie Commons                                      | Popis území | Souřadnice                       |
| ---- | ------------------- | --- | ------------------- | ------------ | ---------------------------------------------------- | --- | -------------------------------- |
| 1651 |                     | PR  | Bradlec             | 12,49        |                                                      | Velmi hodnotný zbytek bukového porostu | 49°46′13″ s. š., 16°59′7″ v. d.  |
| 1700 | Moravičanské jezero | PR  | Moravičanské jezero | 92,1549      | Kategorie „Moravičanské jezero“ na Wikimedia Commons | Vodní a mokřadní ekosystém – jezera po těžbě štěrkopísku a významné botanické lokality na náplavových plochách, tahové zastávky migrujícího ptactva a vlhkých luk mezi jezerem a Moravou a studijní plochy regenerace mokřadů. Zrušeno a začleněno do nově zřízené PP Zátrže. | 49°46′32″ s. š., 16°57′40″ v. d. |